# Gypsophila simonii
Gypsophila simonii är en nejlikväxtart som beskrevs av Hub.-mor. Gypsophila simonii ingår i släktet slöjor, och familjen nejlikväxter. Inga underarter finns listade i Catalogue of Life.